# André Réwéliotty
André Réwéliotty, né le 30 avril 1929 à Paris où il est mort le 26 juillet 1962, est un clarinettiste et chef d'orchestre de jazz français.

## Biographie
André Réwéliotty est surtout connu pour avoir accompagné Sidney Bechet pour un grand nombre de concerts et d'enregistrements entre 1952 et 1959. Dans ce rôle, il alternait avec l'orchestre de son alter ego Claude Luter, la différence de sonorité et de style entre les deux orchestres étant pratiquement indiscernable, si ce n'est que les musiciens réunis autour d'André Réwéliotty semblaient davantage s'appuyer sur des arrangements écrits, en laissant moins de place à l'improvisation que chez leurs confrères de l'orchestre de Claude Luter.
André Réwéliotty s'est tué le 24 juillet 1962 au volant de sa voiture. Selon le trompettiste Marcel Bornstein, qui faisait partie de son orchestre, l'accident aurait eu lieu au matin vers l'extrémité du tunnel de Saint-Cloud, en direction de la province. Son amie Michelle Léglise (ancienne épouse de Boris Vian), qui se trouvait à son côté, en est sortie indemne. 
D'origine russe, André Réwéliotty a été inhumé au cimetière orthodoxe russe de Sainte-Geneviève-des-Bois après une cérémonie à la cathédrale Saint-Alexandre-Nevsky de la rue Daru à Paris.
La figure de ce jazzman, et sa disparition, sont évoquées cursivement par l'écrivain Patrick Modiano dans sa présentation de l'album Brèves Rencontres de Jacques Dutronc, édité en 1995. Ces quelques lignes font référence à une tournée à laquelle participait le tout jeune Jacques Dutronc, alors guitariste dans le groupe El Toro et les Cyclones :

« Jacques a couru vers vingt ans ces tournées incertaines qui le menaient du casino des Sables-d’Olonne à celui de Luc-sur-Mer, en compagnie d’anciens musiciens de Sidney Bechet – comme ce mystérieux André Rewelliotty [sic] qui s’était tué un jour, avant le spectacle, au volant de sa voiture américaine décapotable… »